# 法爾納喬姆
法爾納喬姆（—前93年），前112年至前93年期間的高加索伊比利亞國王，是法爾納瓦齊烏尼王朝第四任國王。

## 生平
法爾納喬姆於前112年他父親米利安一世死後繼承主位。
他在首都姆茨赫塔（Mtskheta）豎立Zadan的神像，及建立了城市Nekresi。
在前93年，他被亞美尼亞王子阿爾沙克一世推翻及殺害，阿爾沙克成為伊比利亞國王及建立了阿爾沙克王朝。
法爾納喬姆一歲大的兒子米利安二世倖免於難，並寄居在帕提亞王宮。他將在前32年奪回他父親的王位。
| 前任： 米利安一世 | 格魯吉亞君主 前112年－前93年 | 繼任： 阿爾沙克一世 |